# Domanda di lavoro
Nell'ambito di una ricerca del lavoro, la domanda di lavoro consiste in un documento mediante il quale l'aspirante a un impiego sottopone la sua candidatura al potenziale datore di lavoro, o all'ufficio aziendale che si occupa della selezione del personale.
La domanda di lavoro può conseguire a una offerta di lavoro, rispetto alla quale il candidato si ritiene idoneo e interessato, ovvero può essere effettuata come candidatura spontanea, sussistendo l'eventualità di future selezioni del personale all'interno dell'azienda.
È ormai desueto l'uso della raccomandata come metodo di invio della domanda di lavoro, anche a causa del notevole numero di domande necessarie, di solito, per poter ottenere un impiego; i lavoratori in cerca di prima o nuova occupazione preferiscono utilizzare l'email o il fax, come vie preferenziali per l'invio della domanda di lavoro.

## Struttura della domanda

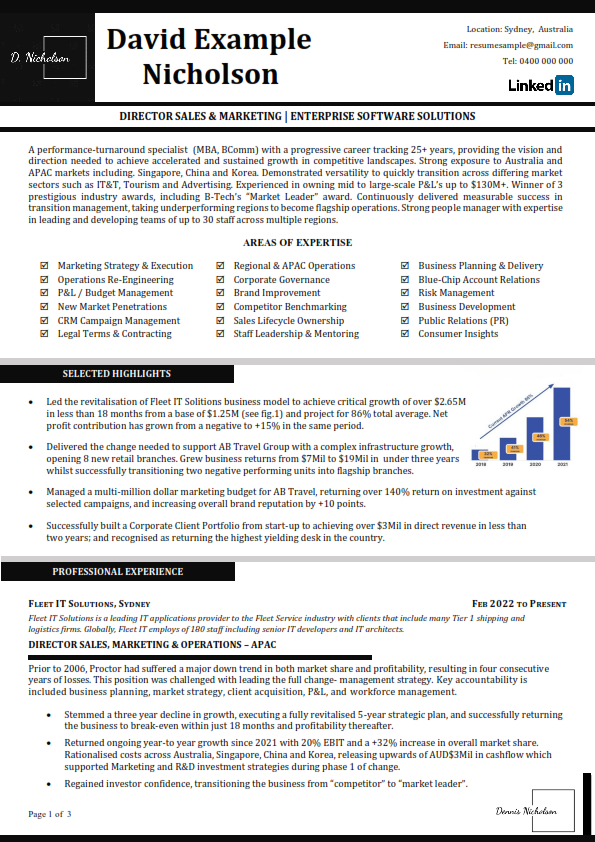
Un esempio di CV che utilizza un intervallo di tempo cronologico ed è "incentrato sul risultato".

La domanda di lavoro consiste in genere di due parti: la lettera di presentazione, mediante la quale il candidato riassume brevemente i motivi del suo interessamento, accennando eventualmente all'annuncio al quale intende rispondere, e che può anche contenere una sintesi del profilo professionale dell'aspirante all'impiego; e il curriculum vitae, che ha il compito di documentare in maniera sintetica, ma dettagliata, dati personali, competenze e esperienze lavorative del candidato.  Entrambi i documenti devono essere attentamente compilati, in particolare evitando incompletezze ed errori ortografici che potrebbero pregiudicarne l'efficacia in sede di valutazione, e devono essere accompagnati dalla liberatoria relativa alla legge sulla privacy, in modo da consentire il trattamento dei dati necessario alle finalità della selezione.